# دیوید استاکمن
دیوید الن استاکمن (انگلیسی: David Stockman؛ زادهٔ ۱۰ نوامبر ۱۹۴۶) بیزنسمن سابق و سیاست‌مدار آمریکایی است که عضو جمهوری‌خواه مجلس نمایندگان ایالات متحده آمریکااز ایالت میشیگان (۱۹۷۷–۱۹۸۱) و اداره کنندهٔ اداره مدیریت و بودجه (۱۹۸۱–۱۹۸۵) در دورهٔ رئیس‌جمهور رونالد ریگان بود.